# Chris Ohnemus
Christine Patricia „Chris“ Ohnemus  (* 17. Juli 1964 in Lahr/Schwarzwald) ist eine deutsche Autorin.

## Leben
Chris Ohnemus wuchs als zweite Tochter eines Tischlers und einer Bürokauffrau in einem katholischen Dorf im Schwarzwald auf. Sie absolvierte eine kaufmännische Ausbildung und war etwa ein Jahr als kaufmännische Angestellte tätig, bevor sie 1988 auf dem zweiten Bildungsweg in Stuttgart das Abitur machte und in München Kommunikationswissenschaften, Germanistik und Theaterwissenschaften, später in Berlin außerdem Philosophie studierte. Neben dem Studium arbeitete sie als Dramaturgieassistentin und Regiehospitantin an verschiedenen Bühnen.
1997 wurde ihr erstes Stück Ella und El am Theater Oberhausen uraufgeführt. Es folgte Mein Liebling bist du, das 1998 am Staatstheater uraufgeführt und auch als Hörspiel produziert wurde. Als Theaterautorin des Rowohlt Theaterverlages übersetzte sie für diesen sowie für den Kaiser Verlag Theaterstücke. 1998 erhielt sie ein Stipendium der Drehbuchwerkstatt München, arbeitete danach noch ein Jahr als Schauspieldramaturgin am Staatstheater Kassel, bevor sie begann, Stoffe fürs deutsche Fernsehen zu entwickeln.
Von 2000 bis 2004 schrieb sie für verschiedene Filmproduktionen, u. a. für Ziegler Film, UFA Filmproduktion, Ophir Film, bevor es zu einer kontinuierlichen Zusammenarbeit mit dem Saarländischen Rundfunk kam, aus der seit 2005 eine Reihe literarischer Hörspiele entstanden ist. Sie lebt mit ihrer Familie in Berlin.

## Werke

### Theater
- Ella und El. UA: Theater Oberhausen, 1997
- Mein Liebling bist du. UA: Staatstheater Saarbrücken, 1998
- Das blaue Sofa. 2004
- Versager. 2012

### Übersetzungen
- Portia Coughlan. Theaterstück von Marina Carr, 1997
- Gefroren. Theaterstück von Bryony Lavery, 1998
- Am Katzenmoor. Theaterstück von Marina Carr, 2000
- Ariel. Theaterstück von Marina Carr, 2003

### Drehbuch/Stoffentwicklungen
- Himmelfahrt. Drehbuch für ein tragikomisches Roadmovie, 1999
- Kaffee Mitte. Sitcom-Konzept, (mit Co-Autorin Petra Sorg), 2001
- Umwege. Expose für einen Jugendfilm für Jetzt: Film Produktion, 2001
- Fundsache Kaspar. Expose für ein Melodram für Ziegler Filmproduktion, 2001
- Leben lernen. Expose für eine Tragikomödie für UFA Filmproduktion, 2002
- Keiner singt für sich allein. (mit Co-Autor Marek Gierszał) Expose für eine Tragikomödie für den HR, 2002
- Meine Mutter, meine Tochter und ich. Treatment für eine Tragikomödie für UFA Filmproduktion, 2003
- Portia. Drama, Drehbuch für eine Filmproduktion des Theater Oberhausen, ausgestrahlt im WDR 2003
- Wege in die Freiheit. Expose für die Krimireihe Bella Block, 2004
- Türkisch für Anfänger. Expose für eine Romantic Comedy für Ophir Film (mit Co-Autorin Katharina Suckale) 2004
- Die schlafende Schöne. Expose für einen Tatort, ausgestrahlt im ORF 2005

### Hörspiele
- Mein Liebling bist du. Deutschland Radio und Saarländischer Rundfunk 1997
- Sicher ist sicher. Saarländischer Rundfunk 2006
- Wer’s glaubt, wird selig. Saarländischer Rundfunk und Radio Bremen, 2009
- Rette sich, wer kann. Saarländischer Rundfunk und Radio Bremen, 2011
- Ein Zeichen von Großzügigkeit. Saarländischer Rundfunk, Radio Bremen und Westdeutscher Rundfunk, 2013
- Nicht genug. Saarländischer Rundfunk und Radio Bremen, 2014
- Was uns trennt. Saarländischer Rundfunk, 2016
- Diensterklärung. Saarländischer Rundfunk 2017

## Preise/Förderungen
- Summer School am Royal Court Theatre London, 1997
- Literaturpreis der Tübinger Poetikdozentur für Mein Liebling bist du, 1997
- Hörspiel des Monats für Mein Liebling bist du, 1997
- Nominierung von Sicher ist Sicher für den Prix Europa, 2007
- Zweiter Platz beim Online Award der ARD-Hörspieltage für Wer’s glaubt, wird selig, 2010
- Robert-Geisendörfer-Preis in der Kategorie Hörspiel für Nicht genug, 2015[1]
- Nominierung von Diensterklärung (Declaration of Duty) für den Prix Europa in der Kategorie Radio Fiction, 2018[2]